# N-Dubz
N-Dubz é um grupo de hip hop britânico criado em 2000, pelos primos anglo-gregos "Dappy","Tulisa" Contostavlos e Richard "Fazer" Rawson.O grupo tem como gravadora a All Around the World Records, passando anteriromente pela Polydor Records.Desde sua formação oito de seus sucessos chegaram ao Top 40 de sucessos na Grã-Bretanha.A música mais conhecida do grupo é "I Need You".

O álbum Uncle B, lançado em 17 de novembro de 2008 entrou para as listas de mais vendidos na Grã-Bretanha.mais tarde o disco ganhou um disco de platina pelas 300.000 cópias vendidas só no Reino Unido.O segundo álbum Against All Odds foi lançado em 16 de novembro de 2009, chegando ao sexto lugar dos mais vendidos. Esse sucesso garantiu mais um disco de platina dois meses após o lançamento de Against All Odds.

## Discografia
- Uncle B (2008)
- Against All Odds (2009)
- Love.Live.Life (2010)

## Turnês
- 2009: Uncle B Tour
- 2009: N-Dubz Christmas Party
- 2009: Clubland Live
- 2010: The Against All Odds Tour

## Livros
- 2010: Against All Odds - From Street Life to Chart Life

## Prêmios
| Ano  | Prêmio                | Categoria                     | Resultado |
| ---- | --------------------- | ----------------------------- | --------- |
| 2007 | MOBO Awards           | Melhor Atuação britânica      | Ganhador  |
| 2008 | Urban Music Awards    | Melhor grupo                  | Indicado  |
| 2008 | Urban Music Awards    | Melhor videoclip ("Ouch")     | Indicado  |
| 2009 | O2 Silver Clef Awards | The Digital Award             | Ganhador  |
| 2009 | MOBO Awards           | Melhor Atuação britânica      | Ganhador  |
| 2009 | MOBO Awards           | Melhor álbum (Uncle B)        | Ganhador  |
| 2010 | BRIT Awards           | Estilo britânico ("Number 1") | Indicado  |